# Ludwik Kropiński
Ludwik Kropiński hrabia Sulima, inne formy nazwiska: Krópiński; Krupiński, pseud. i krypt.: Janusz Bohd.; L. K., (ur. 1767 w Paszukach woj. brzeskolitewskie, zm. 4 sierpnia 1844 w Woronczynie na Wołyniu) – generał brygady armii Księstwa Warszawskiego, poeta, dramatopisarz i powieściopisarz, członek korespondent Towarzystwa Królewskiego Przyjaciół Nauk w Warszawie w 1829 roku.

## Życiorys
Urodził się we wsi Paszuki (woj. brzeskolitewskie), jako syn Stanisława i Zuzanny z Orzeszków. Rodziców utracił we wczesnym dzieciństwie. Początkowo wychowywał się na dworze Aleksandry Ogińskiej w Siedlcach i Warszawie. Dalsze wychowanie i wykształcenie odebrał na dworze księcia Adama Jerzego Czartoryskiego w Puławach. W tym okresie przyjaźnił się z młodymi książętami oraz F.D. Kniaźninem, J. Koblańskim, T. Matuszewiczem i J.U. Niemcewiczem. Jako adiutant 4 pułku przedniej straży koronnej szefostwa księcia L. Wirtemberskiego (najpierw jako chorąży, potem w stopniu porucznika), uczestniczył w kampanii litewskiej 1792 z Rosją. Po przystąpieniu króla do konfederacji targowickiej podał się do dymisji i wyjechał do Woronczyna (Wołyń), gdzie zajął się gospodarstwem. Wziął udział w powstaniu kościuszkowskim. W stopniu podpułkownika (18 maja 1794), a następnie pułkownika (6 sierpnia 1794) walczył w Korpusie grenadierów (kosynierów) krakowskich generała majora ziemiańskiego Jana Ślaskiego pod Szczekocinami, gdzie odniósł rany i w obronie Warszawy. Ciężko ranny na szańcach Pragi dostał się do niewoli. Podczas leczenia w szpitalu praskim, zaopiekował się nim książę Adam Jerzy Czartoryski, przewożąc go najpierw do Warszawy, a następnie do Sieniawy.
W 1800 został członkiem Towarzystwa Przyjaciół Nauk. W 1807 w stopniu pułkownika pełnił służbę w Ministerium Wojny Księstwa Warszawskiego i czasowo zastępował gen. Józefa Wielhorskiego. Generał z roku 1812 jako dowódca dywizji dozorującej linie Bugu od strony Wołynia w celu zapobieżenia agresji ze strony „sojuszniczej” Austrii. W 1813 wystąpił z wojska i wrócił na Wołyń, gdzie pełnił funkcję wizytatora szkół. Podczas powstania listopadowego zbierał fundusze na rzecz powstania i dostarczał Czartoryskiemu informacje o ruchach wojsk. Po upadku powstania przebywał dwa lata w Galicji, następnie powrócił na Wołyń. Od roku 1837 ociemniały. Był także kolekcjonerem i bibliofilem.
Jego żoną była Aniela Błędowska, siostra Aleksandra Błędowskiego (1788-1831).

## Twórczość

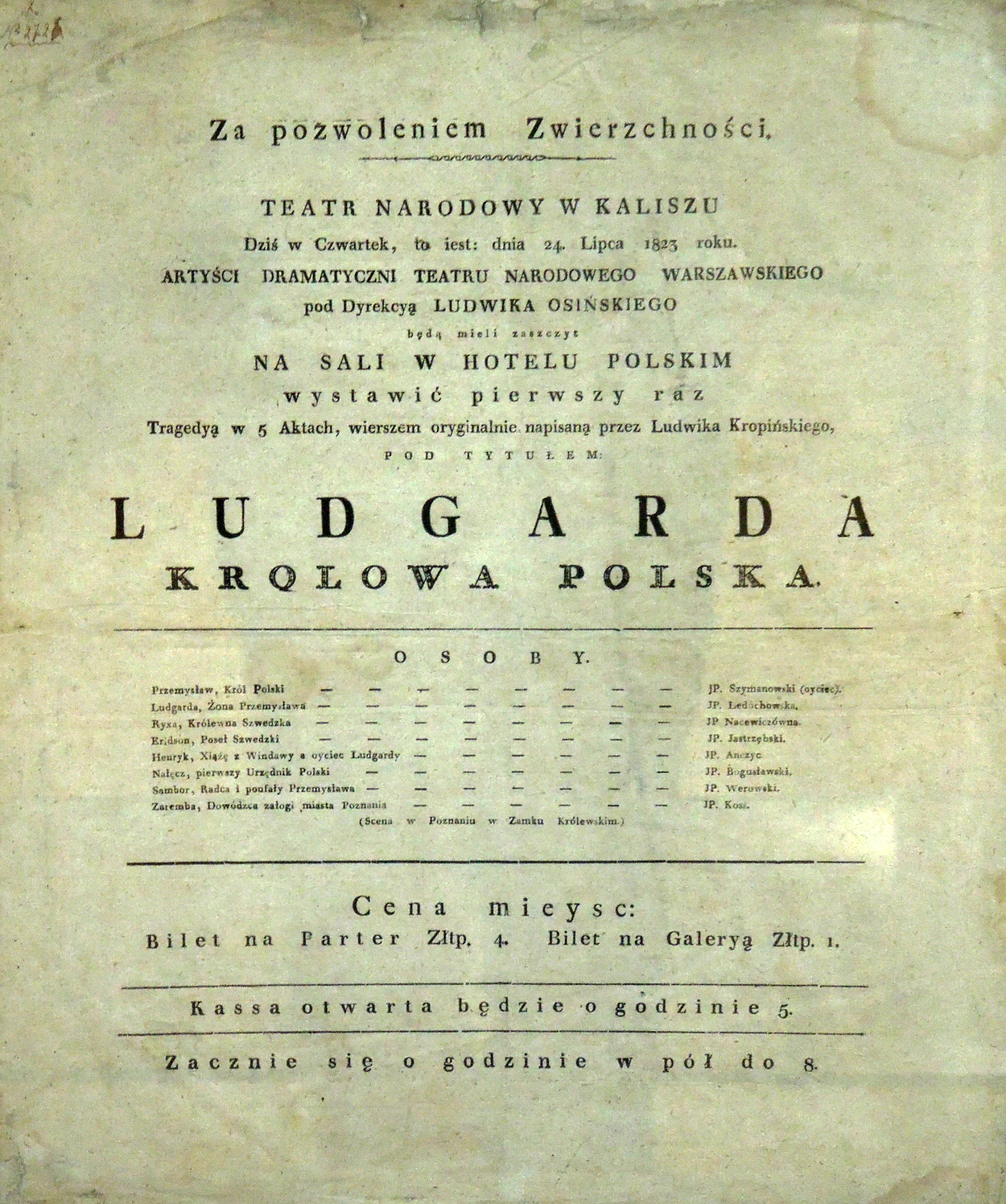
Afisz spektaklu Ludgarda, królowa polska

W roku 1815 powrócił do swoich protektorów w Puławach i poświęcił się działalności literackiej, dzięki której uzyskał uznanie i sławę. Jako poeta i dramaturg łączył elementy klasycyzmu i sentymentalizmu. Najwcześniejszym opublikowanych utworem Kropińskiego była tragedia pt. Ludgarda, wystawiona w 1816 w Warszawie i drukowana fragmentami w latach 1818–1823. Wiele z jego utworów pozostało za życia w rękopisach.
Znacznym echem wśród czytelniczek odbił się romans Julia i Adolf, czyli nadzwyczajna miłość dwojga kochanków nad brzegami Dniestru, wydany w 1824, a wcześniej prezentowany na salonach. Nie zyskał on jednak uznania krytyki.

### Ważniejsze dzieła
1. Tomik wierszy ofiarowanych w grudniu 1795 Marii Wirtemberskiej, rękopis: Biblioteka Czartoryskich, sygn. 1963; fragmenty ogł. T. Frączak „Roczniki Komisji Historyczno-Literackiej” t. 2 (1964) s. 12, 14-15; rękopis zawiera 22 wiersze (15 ód, 1 dumę, 5 listów poetyckich, wśród nich poz. 2, oraz opis Lwowa dedykowany J. Koblańskiemu)
2. List... do Tadeusza Matuszewicza z Łańcuta do Sieniawy; Odpis Matuszewicza z Sieniawy, powst. około roku 1795, „Kronika Rodzinna” 1885 (tu data powst. 1796), rękopis: Biblioteka Czartoryskich, sygn. 1963; oba listy autorstwa Kropińskiego
3. Dzieło miłości, czyli Muz i pęzla żarty. Wolne z włoskiego tłumaczenie i myśli oryginalne, powst. 1796, „Astrea” 1821, t. 1, nr 3; wyd. następne zobacz poz. 15, (według G. Rossi: Scherzi poetici et pittorici)
4. Gustaw Waza. Tragedia w 5 aktach wierszem, wg J.H.F. Lamartellière'a, powst. 1797, rękopis: Biblioteka Czartoryskich, sygn. 3070, t. 1 (z notką: „aby nigdy, po mojej nawet śmierci, ani drukować, ani przepisywać”), wyst. Warszawa 26 listopada 1809, (porównaj poz. 10)
5. Dumania na śmierć T. K(ropińskiej), powst. około roku 1796, wydane pt. Duma na śmierć Telimeny, „Znicz” 1834; wyd. następne zmienione pt. Żale na śmierć Telimeny, zobacz poz. 15; Pamiętnik z podróży po Niemczech i Włoszech w r. 1796, niewydany, (znał go H. Cieszkowski)
6. Sztuka rymotwórcza. Pieśń 1-4, powst. w okresie 1803-1828, fragm. z roku 1803 pt. Wyjątek z rozprawy o sztuce poetycznej (z rękopisu Biblioteki Czartoryskich, sygn. 3070, t. 2, s. 67-68), ogł. T. Frączyk, jak wyżej poz. 1; fragm. pieśni 1-2, „Czasop. Nauk. od Zakładu Narodowego im. Ossolińskich Wyd.” 1831, zeszyt 3, s. 128-129; całość wyd. zobacz poz. 15; fragm. pieśni 1 przedr. P. Hertz w: Zbiór poetów polskich XIX w. księga 1, Warszawa 1959
7. Ludgarda. Tragedia w 5 aktach, powst. w latach 1807-1809, wyst. Warszawa 21 kwietnia 1816, fragmenty ogł.: „Tygodnik Polski i Zagraniczny” 1818, t. 1, s. 228; „Rozmaitości” (Lwów) 1820, nr 62; „Wanda” 1820; „Mrówka Poznańska” 1821, t. 1; „Astrea” 1823, t. 4, nr 4; „Noworocznik Literacki” (Petersburg) 1838, s. 62-69; całość (z nieautoryzowanej kopii) wyd. E. Raczyński, Poznań 1841[7] „Zbiór Dramatyczny Ułożony i Wydany dla Teatru Amatorów w Poznaniu” nr 1; wyd. następne poprawione zobacz poz. 15; rękopisy: Biblioteka Czartoryskich, sygn. 3070, t. 3 (z dedykacją dla M. Wirtemberskiej, dat. 25 marca 1811); Ossolineum, sygn. 10499/I (odpis); Biblioteka Jagiellońska, sygn. 6062/II; Biblioteka Narodowa (BOZ) sygn. 749 (rękopis z Archiwum Wilanowskiego zniszczony w roku 1944); Biblioteka PAN Kraków, sygn. 1911; Biblioteka Akademii Nauk USRR (Zbiory Baworowskich, sygn. 1286/I); Biblioteka Kórnicka, sygn. 1729 (odpis); porównaj poz. 10; przekł. niemiecki (1829)
8. Julia i Adolf, czyli nadzwyczajna miłość dwojga kochanków nad brzegami Dniestru. Przez L. K. cz. 1-2, powst. 1810, wyd. Warszawa 1824; fragm.: Romans z nowego dzieła pod tytułem Julia i Alfons (!), „Pszczółka Polska” 1823, t. 3, nr 17; Dumka z powieści Julia i Adolf, „Kurier Warszawski” 1824, nr 45; przekł.: francuski (1824), rosyjski (1831)
9. Emrod. Elegia, „Pamiętnik Warszawski” 1810, nr 3; wyd. osobne Krzemieniec 1815; wyd. następne: „Dziennik Wileński” 1817, t. 5, nr 30; zobacz poz. 15; przedr. P. Hertz jak wyżej poz. 6; przekł. francuski (1825)
10. Wiersze rozmaite, rękopis: Biblioteka Czartoryskich, sygn. 3070, t. 2, zdeponowany przez autora w Bibliotece Puławskiej, 25 marca 1811, (rękopis zawiera wiele wierszy niedrukowanych, w stosunku do wydanych przynosi znaczne odmiany tekstowe; w t. 1 znajduje się poz. 4; natomiast w t. 3 poz. 7)
11. Wiersz z powodu powrotu do Księstwa Warszawskiego wojsk polskich, powst. 1814, „Wanda” 1821, t. 1, s. 201-208
12. Mowa miana przy rozdawaniu medali i listów pochwalnych uczniom Liceum Wołyńskiego d. 30 czerwca 1820 r.[8], Krzemieniec (1820)
13. Mowa na egzekwiach uroczystych... Adama Czartoryskiego, jenerała ziem podolskich etc., miana w kościele krzemienieckim licealnym d. 12 maja 1823 r., Warszawa 1823, rękopis: Ossolineum, sygn. 535; Biblioteka Jagiellońska, sygn. 6025 III, księga 9 (pt. Głos...)
14. Uwagi Galicjanina w podróży do Litwy i Białorusi, w lecie 1822 odbytej, „Rozmaitości” (Lwów) 1824, nr 6, 8, 10, 14-18
15. Rozmaite pisma, Lwów-Stanisławów-Tarnów 1844[9]; rękopis dostarczony wydawcy w roku 1832, przeleżał w cenzurze do roku 1841(!); obejmował zdaniem autora ⅓ jego pism; tekst z interwencjami cenzora, niekontrolowany przez autora w czasie druku; zawartość: Ostrzeżenie (autora); Do czytelnika (od wydawcy, J. Milikowskiego); poz. 3; Rozmaite wiersze: Bajki, Pieśnie, Powieści (m.in.: poz. 9, pieśń Te brzóz kilka, ten bieg wody..., Wiersz na inaugurację Domku Gotyckiego, List do Jana Śniadeckiego, Poeci, Do moich niwek w Woronczynie); poz. 6; Modlitwy; poz. 5; Moje uczucia, rady, uwagi i przestrogi, jedynie dla moich córek; Moje marzenia w szarych wieczorach; poz. 7 (z dołączeniem: Przedmowy autora, Przedmowy wydawcy, wiersza: List do Romualda Bystrego, oraz listów o Ludgardzie – zobacz Listy poz. 22).

Drobne utwory ogłaszano w czasopismach: „Astrea” (bajki, 1821 t. 1), „Czasop. Nauk. od Zakładu Narodowego im. Ossolińskich Wyd.” (1831-1832), „Dziennik Wileński” (1805-1806, 1816-1817), „Gazeta Codzienna” (1854), „Kronika Rodzinna” (1885-1886), „Kurier Warszawski” (1824, 1830; tu m.in.: Mądry rozprawiał o istocie Ducha...), „Noworocznik Literacki” (1830), „Pamiętnik Warszawski” (1810, 1818), „Pielgrzym” (1842-1843; tu m.in.: Życie człowieka), „Pszczółka Polska” (1823), „Rozmaitości” (Lwów 1820, 1824), „Tygodnik Polski i Zagraniczny” (1818-1819), „Wanda” (1820-1823; tu m.in.: Wyjątek z poematu Ostatnie pożegnanie, czyli mój powrót do domu, 1820), „Znicz” (1834), „Zbieracz Literacki i Polityczny” (Kraków 1838). Niektóre wiersze przedrukowano w zbiorach, m.in.: W. Borowy Od Kochanowskiego do Staffa. Antologia liryki polskiej, Lwów 1930 i wyd. następne: P. Hertz, jak wyżej poz. 6. Ponadto rękopisy wierszy znajdują się w: Biblioteka Uniwersytecka Poznań, sygn. 16-18 IV (z tych 2 ogł. S. Wasylewski w: W. Czetwertyński Na wozie i pod wozem 1837-1917, Poznań 1939); Ossolineum, sygn. 1021/III, 1286/II, 5430/III, 9902/I (tu: Te moje wiersze przeze mnie dyktowane w mojej ślepocie do r. 1838... Józefowi Dzieduszyckiemu... przesyłam), 12252/I, 12895/II.

### Wydania zbiorowe
- Rozmaite pisma, Lwów-Stanisławów-Tarnów 1844, zobacz: Ważniejsze dzieła poz. 15.

### Listy
1. Zbiory korespondencji Kropińskiego, głównie z Czartoryskimi, rękopisy: Biblioteka Czartoryskich, sygn. 5446, 5535-5537
2. Do cesarza Aleksandra I z Wiednia 13 marca 1815; do A.J. Czartoryskiego z roku 1816, ogł. L. Dębicki, „Gazeta Lwowska” 1888; także w maszynopisie Ossolineum: Puławy t. 5, s. 133-137
3. Do Jana Śniadeckiego 5 listów z lat 1808-1822, rękopis: Biblioteka Jagiellońska, sygn. 3110
4. Do bratowej i nieznanego adresata 2 listy z roku 1819, rękopis: Ossolineum, sygn. 4962/II
5. Do J. Lelewela z roku 1827, rękopis: Biblioteka Jagiellońska, sygn. 4435
6. Do Jana Śniadeckiego 2 listy, ogł. M. Baliński: Pamiętniki o Janie Śniadeckim t. 2, Wilno 1865
7. Do K. Słotwińskiego, „Czasop. Nauk. od Zakładu Narodowego im. Ossolineum Wyd.” 1831
8. Do H. Lubomirskiego z 8 grudnia 1831 i od Lubomirskiego, rękopis: Ossolineum, sygn. 535/III
9. Do W. Dzieduszyckiego 2 listy z roku 1832 i bez daty, rękopis: Ossolineum, sygn. 6516/II
10. Do córki, Zofii Czetwertyńskiej, 8 listów z lat 1836-1839; do Dymitra i Ludwiki Czetwertyńskich 3 listy z lat 1836-1837, rękopis: Biblioteka Uniwersytecka Poznań, sygn. 16 IV
11. Korespondencja z Danielem Tomaszewskim z lat 1837-1838 (3 listy Kropińskiego i 5 Tomaszewskiego), rękopis: Biblioteka Uniwersytecka Poznań, sygn. 17 IV; wybór ogł. J. Cybertowicz „Zeszyty Naukowe Uniwersytetu Poznańskiego” nr 45, „Biblioteka” 1963, zeszyt 3
12. Do M. Wirtemberskiej z 5 maja 1840, „Kronika Rodzinna” 1886, nr 5
13. Do Magdaleny Cieciszewskiej z roku 1840, Józefa Dzieduszyckiego z roku 1841, Jana Milikowskiego z 17 czerwca 1841, Franciszka Skibickiego i A.S. Krasińskiego, rękopis (kopie): Biblioteka Uniwersytecka Poznań, sygn. 18 IV; wybór ogł. J. Cybertowicz, jak wyżej poz. 11
14. Do Ł. Gołębiowskiego z roku 1842, ogł. S. Gołębiowski: Pamiętnik o życiu Łukasza Gołębiowskiego, Warszawa 1852
15. Do J. Milikowskiego z 13 maja 1842 oraz Kondycje wzajemne do zawarcia umowy wydawniczej, dat. 1 lipca 1832; ogł. B. Janusz, „Exlibris” 1918, zeszyt 2
16. Od A.K. Czartoryskiego 30 listów, od A.J. Czartoryskiego 13 listów, od M. Wirtemberskiej 1 list; rękopis: Biblioteka Czartoryskich, sygn. 3189 (Zbiór Bartoszewicza)
17. Od F.D. Kniaźnina z 5 lutego 1793, ogł.: B. Nadolski, „Ruch Literacki” 1934, nr 1; T. Mikulski: Z korespondencji Kniaźnina, „Pamiętnik Literacki” rocznik 42 (1951), zeszyt 3/4 i odb. przedrukowano pt. Listy Kniaźnina w: Ze studiów nad Oświeceniem, Warszawa 1956, s. 280-283 (tekst poprawiony); autograf: Ossolineum, sygn. 4962/II
18. Od T. Czackiego z lat 1796-1802, ogł. T. Bartoszewicz, „Dziennik Warszawski” 1854, nr 159-160, 162, 170, 187
19. Od T. Czackiego 12 listów z lat 1800-1805; od J.Sz. Koźmiana 1 list; rękopis: Ossolineum, sygn. 4962/II
20. Od T. Czackiego bez daty, fragmenty ogł. J. Michalski w: Spór o koncepcję słownika Lindego, „Studia i Materiały z Dziejów Nauki Polskiej” t. 2 (1954)
21. Od I. Czartoryskiej z roku 1812; A.J. Czartoryskiego 3 listy z lat: 1813, 1816 (o Ludgardzie), 1834; Z. Zamoyskiej z roku 1817; S. Zamoyskiego 2 listy z lat: 1817, 1826; A. Sapieżyny bez daty, ogł. L. Dębicki, jak wyżej poz. 2 (w maszynopisie s. 130-132, 139-152)
22. Od J.U. Niemcewicza, J. Tarnowskiego, A. Felińskiego z roku 1816 (o Ludgardzie), ogł. zobacz Ważniejsze dzieła poz. 7
23. Od Z. Dołęgi Chodakowskiego (A. Czarnockiego) z lat 1817-1821, „Biblioteka Warszawska” 1866, t. 2, s. 161-197; list bez daty (1818?); rękopis: Biblioteka im. Sałtykowa-Szczedrina w Leningradzie (Zbiór Pogodina, sygn. 2018/I)
24. Od córki, Z. Czetwertyńskiej, 2 listy i 48 adresowanych do obojga rodziców z lat 1836-1839; od. D. i L. Czetwertyńskich 17 listów; od Wiktora Ożarowskiego i Michała Piwnickiego, rękopis: Biblioteka Uniwersytecka Poznań, sygn. 16 IV
25. Od Ł. Gołębiowskiego z 18 kwietnia 1842, rękopis: Biblioteka Uniwersytecka Poznań, sygn. 18 IV; ogł. J. Cybertowicz, jak wyżej poz. 11.